# أوغست لودفيج فون شلوزر
أغسطس لودفيج فون شلوزر (بالألمانية: August Ludwig von Schlözer) ‏(5 يوليو 1735 - 9 سبتمبر 1809)، مؤرخ ألماني وضع أسس الدراسة النقدية للتاريخ الروسي. كان عضوًا في مدرسة جوتنجن للتاريخ.

## روابط خارجية
- أوغست لودفيج فون شلوزر على موقع الموسوعة البريطانية (الإنجليزية)